# David Bromberg
Pour les articles homonymes, voir Bromberg (homonymie).
David Bromberg, né le 19 septembre 1945 à Philadelphie, est un guitariste, auteur-compositeur et chanteur américain.

## Biographie
Il a grandi à Tarrytown, dans l'état de New York. Il apprend à jouer de la guitare avec le Reverend Gary Davis dans les années 1960. Dans les années 1970 il joue avec de nombreux musiciens, notamment Jerry Jeff Walker, Willie Nelson, Jorma Kaukonen, Jerry Garcia et Bob Dylan. Il a écrit "The Holdup" avec George Harrison qui a joué sur son album éponyme de 1971.
Un de ses albums les plus remarqués est Demon in Disguise, diffusé en 1972, sur lequel il interprète une version de sept minutes de "Mr. Bojangles".

## Discographie
- The Devil's Anvil (1967)
- David Bromberg (1971)
- Aereo-Plain (1971)
- Demon in Disguise (1972)
- Wanted Dead or Alive (1974)
- Midnight on the Water (1975)
- How Late'll Ya Play 'Til? [live] (1976)
- How Late'll Ya Play 'Til?, Vol. 1 [Live] (1976)
- How Late'll Ya Play 'Til?, Vol. 2 [Studio] (1976)
- Hillbilly Jazz, Vol. 1 (1975)
- Hillbilly Jazz, Vol. 2 (1977)
- Reckless Abandon (1977)
- Out Of The Blues: Best of David Bromberg (1977)
- Bandit in a Bathing Suit (1978)
- My Own House (1978)
- You Should See the Rest of The Band (1980)
- Long Way from Here (1987)
- Sideman Serenade (1990)
- The Player: Retrospective (1998)
- Try Me One More Time (2007)
- Live New York City 1982 (2008)
- Use Me (2011)